# Lijst van beschermd erfgoed in de gemeente Reisdorf
In deze lijst van beschermd erfgoed in de gemeente Reisdorf zijn alle geclassificeerde nationale monumenten van de Luxemburgse gemeente Reisdorf opgenomen.

## Monumenten per plaats

### Reisdorf
| Object                                | Bouwjaar/architect | Locatie | Datum beschermd?     | Coördinaten | Afbeelding |
| ------------------------------------- | ------------------ | ------- | -------------------- | ----------- | ---------- |
| Kapel St Antoine en omliggende plaats |                    |         | 2 december 1961 (IS) |             |            |

## Bron
- Liste des immeubles et objets classés monuments nationaux ou inscrits à l'inventaire supplémentaire